# 캄퐁스페우주

캄퐁스페우 주

캄퐁스페우주(크메르어: ខេត្តកំពង់ស្ពឺ)는 캄보디아 서남부에 위치한 주로, 주도는 캄퐁스페우이며 인구는 716,517명(2008년 기준), 면적은 7,017km2, 인구밀도는 102.1명/km2이다. 주 이름은 크메르어로 "카람볼라의 항구"를 뜻한다.